# Izydor Berman
Izydor Berman, ps. „Adam Niedźwiecki”, „A. Niedźwiedziński”, „I.B”, „ib”, „Iber” (ur. ok. 1898, zm. 1942 w obozie janowskim) – polski i żydowski pisarz, tłumacz, krytyk literacki i publicysta, znawca literatury niemieckiej.

## Życiorys
Studiował germanistykę oraz filozofię, uzyskując stopień doktora. W 1922 roku przebywał w Berlinie. Należał do grupy literackiej skupionej wokół Ostapa Ortwina. Pracował we Lwowie jako nauczyciel gimnazjalny, w latach 30. XX wieku pracował jako nauczyciel w gimnazjum w Kamionce Strumiłowej.
Publikował teksty krytycznoliterackie m.in. w „Wiadomościach Literackich”, „Nowym Dzienniku”, „Pologne litteraire”, „Chwili”, „Miesięczniku Żydowskim”, „Opinii” i „Naszej Opinii”, „Skamandrze”, „Sygnałach”, „Nowym Głosie” oraz w niemieckojęzycznych „Neue Freie Presse” i „Neue Rundschau”. W 1934 roku był redaktorem czasopisma literackiego „Co czytać?”, a w 1938 roku tygodnika satyrycznego „Chochoł”.
Był jednym z pierwszych tłumaczy dzieł Franza Kafki na język polski. Tłumaczył również m.in. wiersze Klabunda oraz utwory polskie na język niemiecki, m.in. w 1937 roku opublikował przekład powieści „Sól ziemi” Józefa Wittlina, tłumaczenie to stało się następnie podstawą tłumaczenia na język francuski. Opublikował także tłumaczenia esejów Wittlina oraz niektórych utworów Juliana Tuwima i Władysława Broniewskiego.
W 1938 roku był hospitalizowany z powodu antysemickiego ataku. W 1942 roku zginął w obozie janowskim.